# Religionsunterricht in der Türkei
Der Religionsunterricht in der Türkei ist stark vom kemalistischen Grundsatz des Laizismus geprägt. Faktisch bestehen in der Türkei heute drei unterschiedliche Formen des Religionsunterrichts: Der staatliche Unterricht an den Schulen; der von den islamischen Religionsgemeinschaften getragene „Koranunterricht“, der allerdings unter der Aufsicht des Diyanet İşleri Başkanlığı (Präsidium für religiöse Angelegenheiten) steht; sowie drittens die eher illegalen Formen geheimer Korankurse.

## Entwicklung des Religionsunterrichtes in der modernen Türkei
Nachdem die türkische Regierung unter Mustafa Kemal Atatürk am 3. März 1924 die Abschaffung des Kalifates und dabei auch die Vereinheitlichung des Unterrichts- und Erziehungssystems verfügte, wurden alle islamischen Bildungsstätten in der Türkei geschlossen. Im Herbst 1924 wurde dann der Religionsunterricht an den Gymnasien und den dem Gymnasien gleichgestellten Schulen abgeschafft, in den Mittelschulen wurde er dann als wählbares Fach 1930 aus den Lehrplänen genommen, in den Grundschulen der Städte wurde Religionsunterricht dann auch 1936 aus dem Lehrangebot genommen und 1938 auch in den ländlichen Grundschulen. Bei diesem System ohne irgendeine Form des offiziellen Religionsunterrichtes in den Schulen blieb es bis 1949.
In der Bevölkerung war die Abschaffung von jeder Form von Religionsunterricht von Anfang an in breiten Kreisen auf Widerstand gestoßen. Es bildeten sich Formen eines illegalen privaten Unterrichtes in Form von Korankursen. Aber auch offiziell wurden verstärkt Stimmen laut, die für eine mildere Auslegung des Prinzips des Laizismus und damit der Wiedereinführung des staatlichen Religionsunterrichtes eine Lanze brachen. Hauptargumente waren hierbei: Eine Ausbreitung des Sektenwesens und abergläubischer Praktiken, der Hinweis auf den Islam als Teil der nationalen Kultur, und nicht zuletzt im Rahmen des heraufdämmernden Kalten Krieges das Argument, der Islam könne als Mittel dienen, um die Ausbreitung des Kommunismus einzudämmen.
1949 wurde Religionsunterricht in der 4. und 5. Klasse in den Grundschulen als ein Wahlfach von einer Wochenstunde wieder zugelassen. Der Unterricht hatte den Vorgaben des Erziehungsministeriums zu folgen und unterstand vollständig der staatlichen Aufsicht. Im Wahlkampf für die Wahl im Mai 1950 war die Wiedereinführung von Religionsunterricht ein zentrales Wahlkampfthema. 1956 wurde Religionsunterricht dann auch wieder an den Mittelschulen und 1967 an den Gymnasien eingeführt. 1982 kam es dann zur Verankerung des Religionsunterrichtes als ordentliches Lehrfach in der türkischen Verfassung. Gemäß Artikel 24 der Verfassung ist die Teilnahme am Religionsunterricht an Grundschulen und Mittelschulen Pflicht. Vollständig heißt das Fach "Religions- und Ethikunterricht" (Din Kültürü ve Ahlak Bilgisi).
Um den Grundsatz des Laizismus aufrechterhalten zu können, sollte der Unterricht lediglich die theoretischen Grundlagen der Religion behandeln. Grund für diese gesetzliche Verankerung des Religionsunterrichtes war, dass der türkische Staat seinen Einfluss auf den Religionsunterricht nicht verlieren wollte. Im Rahmen dieser Reformen wurden auch die Lehrpläne reformiert und erhielten ihre noch heute gültige Gestalt.